# Newswire
Newswire – medium, którego zadaniem jest zbieranie informacji, komunikatów i materiałów prasowych (tzw. press release) z różnych źródeł, ich agregowanie i dystrybucja.
Materiały w ramach samego newswire'a są grupowane (np. w kategorie tematyczne) i systematyzowane tak, aby łatwo mogli z nich skorzystać docelowi adresaci.
Ważną cechą newswire'a jest dystrybucja zebranych informacji.
Główną grupę odbiorców stanowią media – użytkownicy szczególnie zainteresowani aktualnymi informacjami.
Newswire to serwis internetowy ukierunkowany na publikację aktualnych informacji oraz wydarzeń, zatem z jego zasobów mogą skorzystać, choć często w ograniczonej formie, zwykli użytkownicy Internetu.

## Polskie newswire'y
Cafe News – aplikacja typu "agregator aktualności", umożliwiająca dostęp do informacji udostępnianych przez administratora lub zdefiniowanych przez użytkownika. Udostępniane informacje pochodzą m.in. z serwisów partnerskich. Newswire nie posiada redakcji.
Jedną z form, w jakich może występować newswire'a jest także agencja prasowa, ukierunkowana stricte na dostarczanie informacji redakcjom telewizyjnym, prasowym, radiowym, czy internetowym.
Przykłady agencji prasowych w Polsce
Polska Agencja Prasowa (PAP),
Katolicka Agencja Informacyjna (KAI)